# Boussay (Loira Atlantica)
Boussay è un comune francese di 2 719 abitanti situato nel dipartimento della Loira Atlantica nella regione dei Paesi della Loira.

## Società

### Evoluzione demografica
Abitanti censiti